# Zabieg sanitarny
Zabieg sanitarny – zespół czynności mających na celu usunięcie środków skażających, zakażających i promieniotwórczych z powierzchni ciała człowieka. Mogą być całkowite lub częściowe.

## Częściowe zabiegi sanitarne
Częściowe zabiegi sanitarne mają na celu jak najszybsze usunięcie z odkrytych części ciała substancji promieniotwórczych, środków trujących i biologicznych. Dłuższe utrzymanie ich na ciele spowoduje bowiem wchłonięcie ich przez drogi oddechowe, błony śluzowe, skórę, oczy, a w konsekwencji porażenie wewnętrzne, owrzodzenia, rany, utratę wzroku. Przeprowadza się je jak najszybciej po stwierdzeniu skażenia, a więc jeszcze na terenie skażonym lub natychmiast po jego opuszczeniu. Zabiegi sanitarne należy poprzedzić częściową dezaktywacją ubrania przez strzepanie pyłu promieniotwórczego. Można go też usunąć z ubrania za pomocą miotełki zmoczonej w wodzie lub płynie dezaktywacyjnym, przemyć nieskażoną wodą odsłonięte powierzchnie rąk i szyi, część twarzową maski przeciwgazowej, a po zdjęciu maski umyć twarz i przepłukać jamę ustną. W razie skażenia trwałymi środkami trującymi konieczne jest szybkie odkażenie odsłoniętych części ciała, obuwia, ubrania, maski. Przy braku wody skażone miejsca oczyszcza się tamponem z waty lub gazy zwilżonym płynem z indywidualnego pakietu przeciwchemicznego (IPP). Płynu tego nie wolno stosować do przemywania oczu, nosa i ust. W wypadku skażenia środkami biologicznymi postępujemy jak po skażeniu substancjami promieniotwórczymi. Zawsze usuwa się z powierzchni ciała i odzieży najpierw środki trujące, a potem substancje promieniotwórcze i środki biologiczne.

## Całkowite zabiegi sanitarne
Całkowite zabiegi sanitarne polegają na zupełnym usunięciu z powierzchni ciała substancji promieniotwórczych, środków trujących i biologicznych oraz środków odkażających.  Przeprowadza się je w łaźniach lub specjalnie zorganizowanych zespołach urządzeń specjalnych, w których działają punkty zabiegów sanitarnych (PZSan.) i punkty odkażania odzieży (POO). Miejsce  zabiegów w PZSan. dzieli się na część brudną i czystą. W części brudnej znajduje się rozbieralnia, w której odbywa się kontrola dozymetryczna oraz sortowanie i przygotowanie  do dezynfekcji ubrań i bielizny. Stąd przesyła się je do POO. Osoby poddane zabiegom, dwu- lub trzykrotnie myją wodą (letnią lub chłodną) i mydłem kolejno: ręce, głowę, twarz, szyję oraz pozostałe części ciała, przechodzą do czystej części zespołu urządzeń specjalnych i po ponownej kontroli dozymetrycznej otrzymują odkażoną (dezaktywowaną) odzież. Kąpiel w pozycji leżącej ciężko rannych lub  chorych przeprowadza personel sanitarny.